# Гресія (Телеорман)
Гресія (рум. Gresia) — село у повіті Телеорман в Румунії. Входить до складу комуни Стежару.
Село розташоване на відстані 98 км на захід від Бухареста, 40 км на північний захід від Александрії, 89 км на схід від Крайови.

## Населення
За даними перепису населення 2002 року у селі проживала 141 особа, усі — румуни. Усі жителі села рідною мовою назвали румунську.